# Corrente (gemeente)
Corrente is een gemeente in de Braziliaanse deelstaat Piauí. De gemeente telt 25.406 inwoners (schatting 2009).

## Aangrenzende gemeenten
De gemeente grenst aan Cristalândia do Piauí, Parnaguá, Riacho Frio, São Gonçalo do Gurguéia, Sebastião Barros en Formosa do Rio Preto (BA).